# Leiomela brachyphylla
Leiomela brachyphylla là một loài rêu trong họ Bartramiaceae. Loài này được Müll. Hal. Broth. mô tả khoa học đầu tiên năm 1904.